# Девід Шенберг
Девід Шенберг (4 січня 1911, Санкт-Петербург, Російська імперія — 10 березня 2004, Кембридж, Велика Британія) — британський фізик, нагороджений Орденом Британської імперії, Член Лондонського Королівського Товариства,

## Біографія
Девід Шенберг був четвертим із п'яти дітей Ісаака Шенберга, інженера, піонера радіо та телебачення, та Естер (уродженої Айзенштейн). Він народився в Санкт-Петербурзі, але переїхав до Англії з родиною, коли йому було три роки. Відвідував Латимерську вищу школу. Отримав стипендію в Трініті-коледжі в Кембриджі, де навчався з жовтня 1929 року. Девід спочатку мав намір вивчати математику, але через один рік він перейшов до вивчення фізики. З 1932 працював, як студент-дослідник, займаючись фізикою низьких температур у нещодавно побудованій лабораторії Монда під керівництвом Петра Капиці.
У серпні 1934 р. Петро Капиця поїхав на конференцію до Москви та відвідати батьків, але йому не дозволили повернутися до Англії. Це залишило Шенберга більш-менш самостійним дослідником. Коли напівзбудований зріджувач гелію був закінчений, Шенберг обрав дві теми, які інтересували його все життя: надпровідність та ефект де Гааза-ван Альфена (дГвА).
У Москві була побудована нова лабораторія для П. Л. Капиці, куди Шенберг був запрошений у 1937 році. Він провів там рік, продовжуючи роботу і досягнувши значних успіхів у розумінні ефекту дГвА.
Під час Другої світової війни Шенберг працював над проблемою виявлення мін та створення запалів сповільненої дії (за що він був нагороджений Орденом Британської імперії у 1944 році).
Своїми науковими дослідженнями Девід Шенберг перетворив ефект дГвА на потужний інструмент для розуміння поведінки електронів провідності в металах. Науковий керівник Брайана Піппарда. В. М. Пудалов з Фізичного інституту імені Лебедєва у 2011 опублікував у журналі «Фізика низьких температур» статтю, що вшановує творчість Д. Шенберга,
У березні 1940 року в Кембриджі Девід Шенберг одружився з Кетрін (Кейт) Фелісіте Фішман, яка була на п'ять років старшою. Її сім'я була походженням з Росії, але вона народилася в Бельгії та до шлюбу прийняла британське громадянство. Вона закінчила відділення фізіології в Університетському коледжі Лондона і працювала в Кембриджі над культурою тканин (tissue culture) у Strangeways Research Laboratory та інших місцях. У Шенберга було дві дочки Енн і Джейн, а також син Пітер.
Кейт померла в Кембриджі у 2003 році, у віці 97 років. Девід помер у лікарні Адденбрука 10 березня 2004 р. після інсульту, а 18 березня був кремований у Кембриджі.

## Призначення та нагороди
- 1944 — Орден Британської імперії
- 1944—1952 — Викладач фізики Кембриджського університету
- 1947—1973 — Керівник лабораторії Монда Лондонського королівського товариства (Royal Society Mond Laboratory)
- 1947—1973 — Офіційний співробітник (Corporate Official Fellow), Gonville and Caius College, Кембрідж
- 1952—1973 — Викладач фізики
- 1953 — Член Лондонського Королівського Товариства
- 1964 — Меморіальна премія ім. Фріца Лондона
- 1973—1978 — Професор фізики (Emeritus)
- 1973—1978 — Керівник групи фізики низьких температур Кавендіської лабораторії (Cavendish Laboratory)
- 1973—2004 — Life Fellow
- 1982 Міжнародний почесний член Американської академії мистецтв і наук[9]
- 1995 — Нагороджений медаллю Г'юза